# بيل ويلكيرسون
بيل ويلكيرسون (بالإنجليزية: Bill Wilkerson)‏ هو صحفي أمريكي، ولد في 1945 في سانت لويس في الولايات المتحدة، وتوفي في 2 نوفمبر 2017 في فلوريسانت في الولايات المتحدة.